# 浜田港インターチェンジ
浜田港インターチェンジ（はまだこうインターチェンジ）は、島根県浜田市熱田町にある山陰自動車道（浜田三隅道路）のインターチェンジである。

## 沿革
計画段階での仮称は「熱田」であった。
- 2015年（平成27年）3月14日：浜田三隅道路原井IC - 西村IC間開通に伴い供用開始[1]。
- 2018年（平成30年）3月31日：当ICと浜田港福井地区を直結するランプウェイが完成[3]。

## 料金所
無料区間のためなし

## 接続する道路
直接接続
- 島根県道339号浜田港インター線[1]

間接接続
- 島根県道34号浜田美都線
- 臨港道路福井4号線

## 周辺
- 島根県職員宿舎
- 島根日野自動車浜田営業所

## 隣
E9 山陰自動車道
原井IC - 浜田港IC - 西村IC